# سارگیس باغداساریان-هوپو
سارگیس یغیازاری باغداساریان-هوپو (ارمنی: Սարգիս Եղիազարի Բաղդասարյան؛  زادهٔ ۱۸ نوامبر ۱۹۳۸) خواننده مردمی اهل ارمنستان است.

## زندگی‌نامه
وی در ۱۸ نوامبر ۱۹۳۸ در آوان به دنیا آمد و از دانشگاه دولتی ایروان فارغ‌التحصیل گشت. همچنین برندهٔ جوایزی همچون مدال طلای وزارت فرهنگ جمهوری ارمنستان، و چهره فرهنگی شایسته جمهوری ارمنستان و Հայաստանի մշակույթի վաստակավոր գործիչ شده‌است.

## آثار

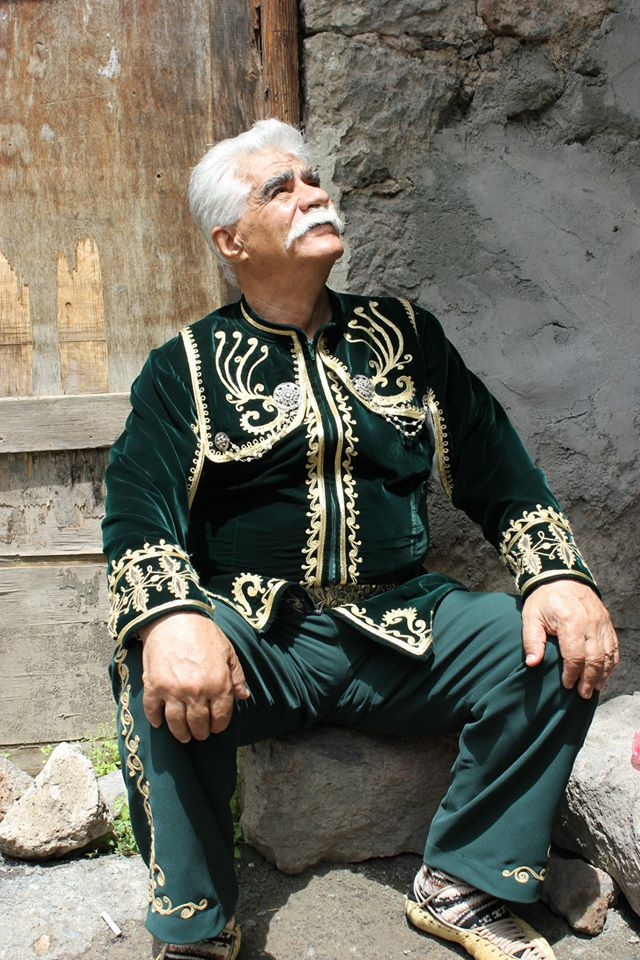
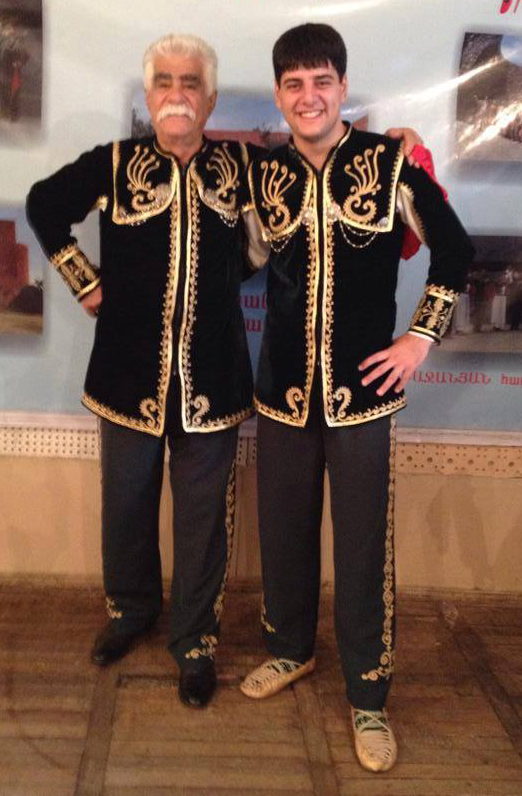
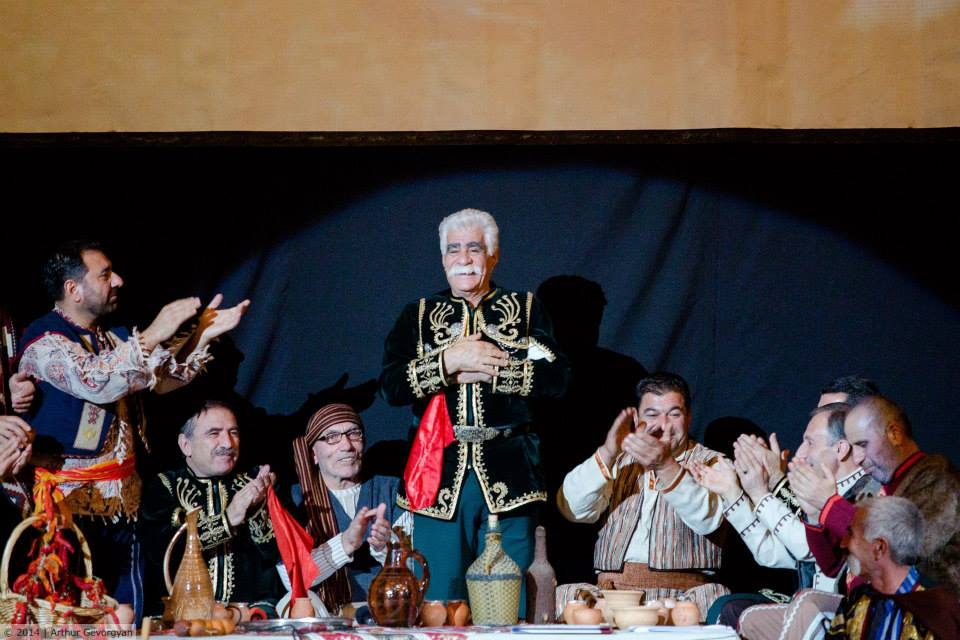
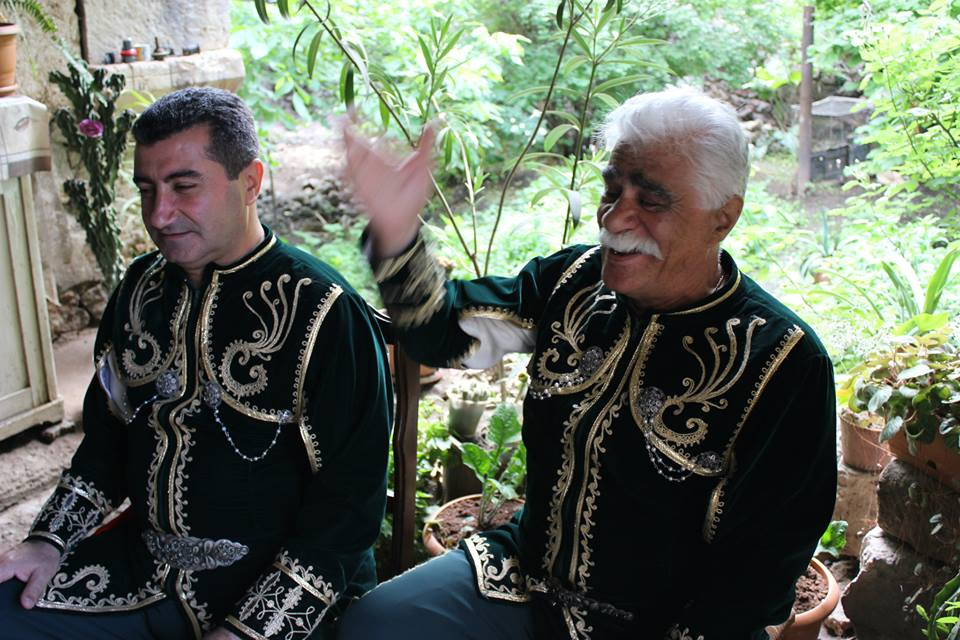
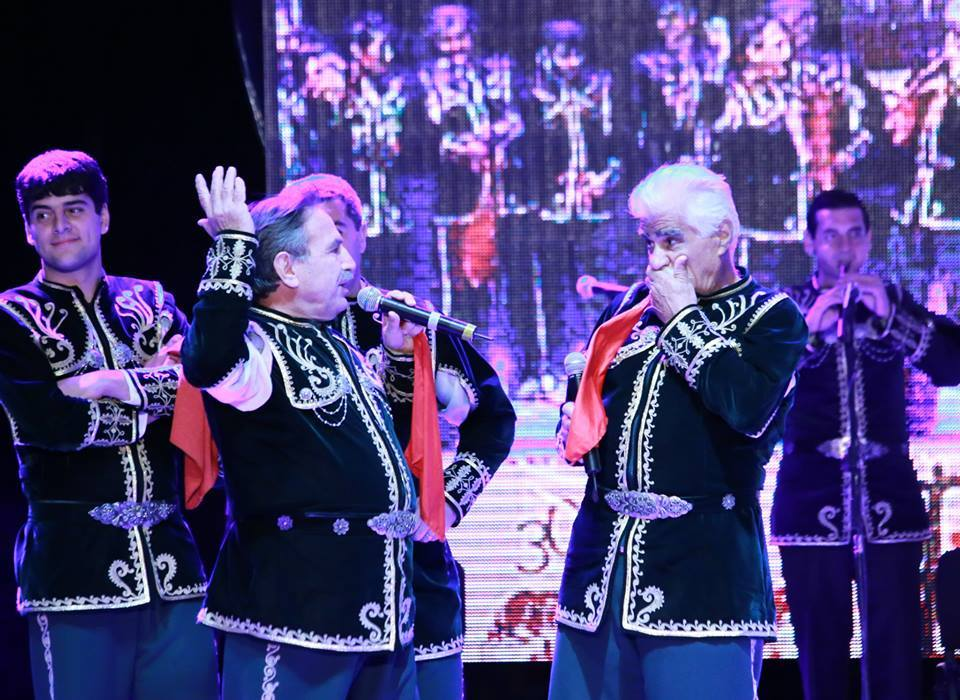
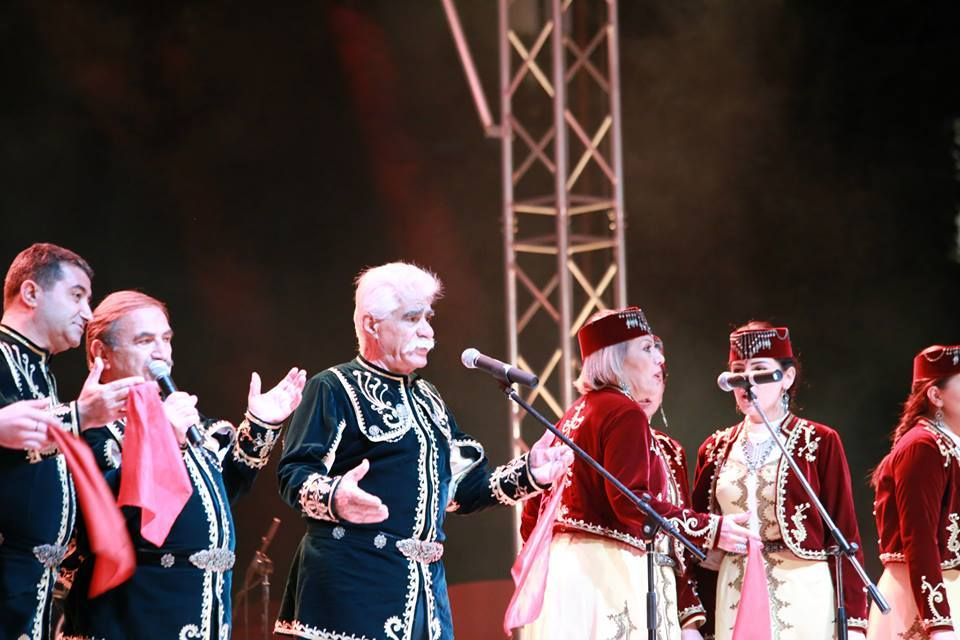
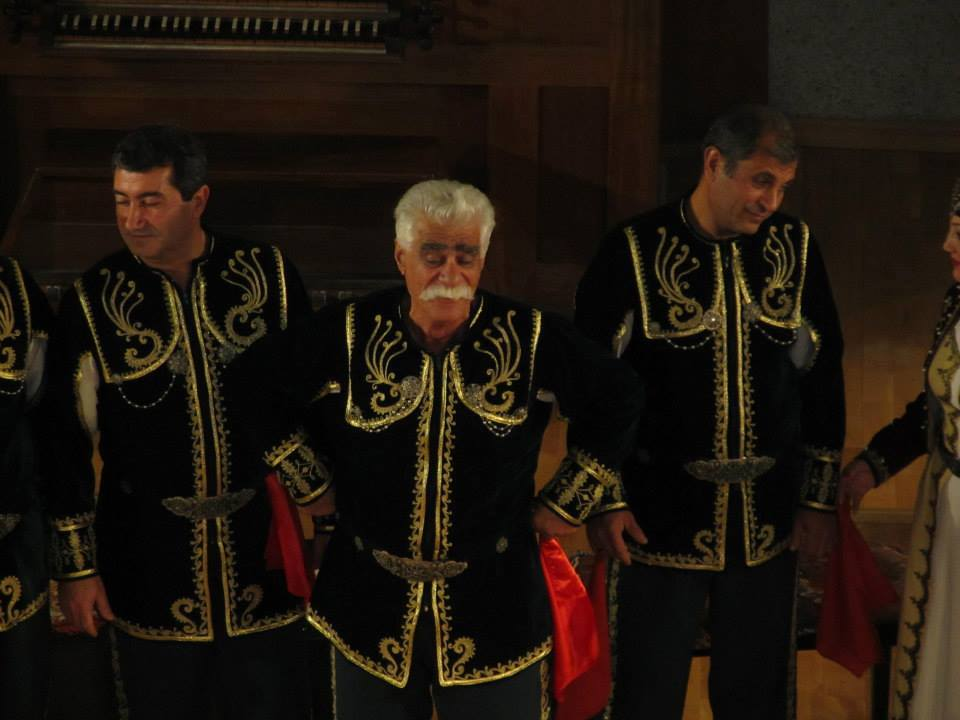
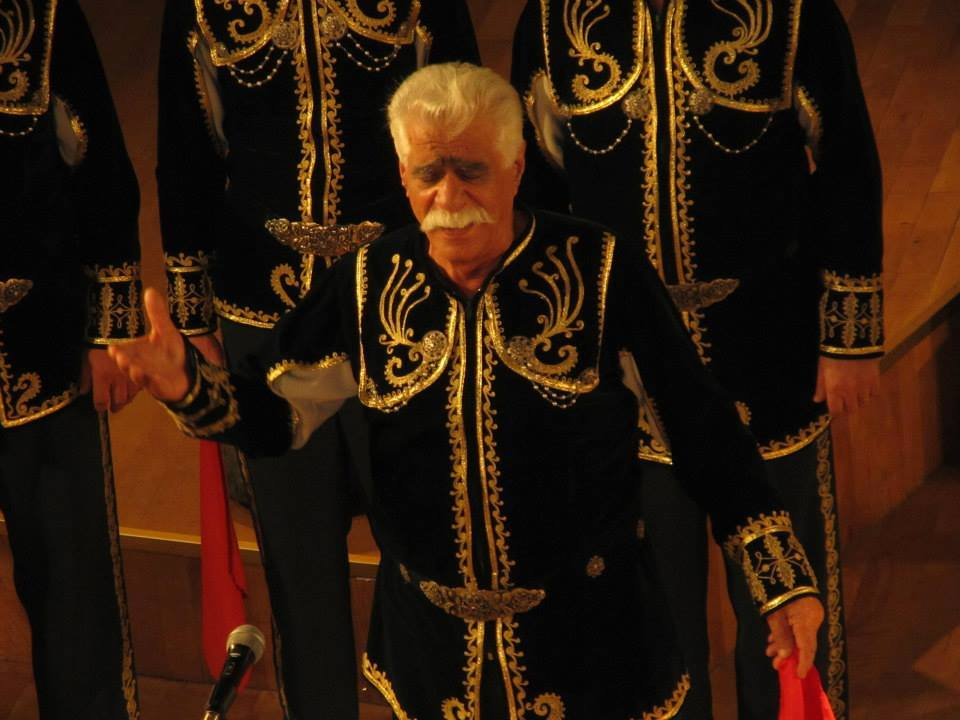